# Argali juh
Az argali juh (Ovis ammon) az emlősök (Mammalia) osztályának párosujjú patások (Artiodactyla) rendjébe, ezen belül a tülkösszarvúak (Bovidae) családjába és a kecskeformák (Caprinae) alcsaládjába tartozó faj.
Az argali mongol eredetű szó, jelentése "vadjuh".

## Előfordulása
Az argali juh Közép-Ázsiában (a Himalájában, Tibetben, az Altaj hegységben) fordul elő. A tengerszint feletti 1300-6100 méteres magasságban lévő magashegyek közelében fekvő dombos terepek lakója.
A következő országok területéről ismert: Afganisztán, Kína, India, Kazahsztán, Kirgizisztán, Mongólia, Nepál, Pakisztán, Oroszország, Tádzsikisztán és Üzbegisztán. Talán még Bhutánban is élhet, de jelenléte ott bizonytalan.

## Alfajai
Jelenleg az alábbi 9 alfaját ismerik el:
- altaji argali (Ovis ammon ammon) Linnaeus, 1758
- karaganda argali (Ovis ammon collium) Severtzov, 1873
- góbi argali (Ovis ammon darwini) Przewalski, 1883
- tibeti argali (Ovis ammon hodgsonii) Blyth, 1841
- észak-kínai argali (Ovis ammon jubata) Peters, 1876
- tien sani argali (Ovis ammon karelini) Severtzov, 1873
- kara taui argali (Ovis ammon nigrimontana) Severtzov, 1873
- Marco Polo argali (Ovis ammon polii) Blyth, 1841
- Severtzov-argali (Ovis ammon severtzovi) Nasonov, 1914

## Megjelenése
Az argali juh a legnagyobb termetű vadon élő juhfaj, marmagassága elérheti az 1,20 métert, tömege a 160kg-ot. A felnőtt kosok két dugóhúzó formájú szarvat hordanak, amelyek spirál mentén mérve elérhetik a 190 cm-t. A jerkéknek is vannak szarvai, bár azok jóval kisebbek és ritkán haladják meg a 30 cm-es hosszúságot. Szőrzetének színe változó, a világoszsemlétől a sötétebb szürkésbarnáig terjed, szétszórva fehér szőrszálakkal (különösen az idősebb egyedeknél). Az arc kézen foghatóan világosabb. A kosoknak fehér nyakdudora van, amely a nyak felületének nagy részét lefedi. Az argali juhnak fehéres farfoltja van, bár az alfajok között a méreteket és a határokat tekintve jelentős különbségek vannak.

## Életmódja
Az ismert populációsűrűség 1,0-1,2 állat/négyzetkilométer. Bizonyos populációk esetében (különösen a kosok esetében) szezonális vándorlásokat figyeltek meg, míg az általános tendencia szerint nyári időszakban a magasabb területeket veszik birtokba. Viszonylag hosszú lábaival az argali juh gyorsan fut és elmenekülhet a ragadozók elől, bár a meredek hegylejtőkön gyakran keres menedéket. Jellegzetes vészkiáltása a figyelmeztető sziszegés és a sípolás, amelyeket az orrlyukain keresztül fújt levegő segítségével hallat. Harc közben a kosok hátsó lábaikra támaszkodnak és előrehajolva száguldanak egymás felé, közben szarvaikat összeütköztetik.
A nyájak nemenként elkülönülnek (a párzási időszakot leszámítva), amik 2-100 főből állnak. Fűvek, gyógynövények és sás a tápláléka. A farkas, a hópárduc és leopárd természetes prédája.

## Szaporodása
A vemhesség 150-160 napig tart, ennek végén 1-2 bárány születik. Közvetlenül a születés előtt a jerkék leválnak a nyájtól, visszahúzódnak egy megközelíthetetlen helyre, hogy elljenek. Az anyaállat és az újszülött több napig külön maradnak a nyájtól, amely alatt a bárány mozdulatlanul fekszik, míg anyja elmegy legelészni. A bárány anyatejről való elválasztása 4 hónapos korban kerül sor. Az ivarérés a jerkék esetében 2 éves, míg a kosoknál 5 éves korban van. Az argali juh várható élettartama 10-13 év.